# Repetti
Repetti is een metrostation in de Italiaanse stad Milaan dat zou worden geopend op 31 mei 2021 als onderdeel van lijn 4 van de metro van Milaan. 

## Geschiedenis
Het station was onder de naam Quartiere Forlanini opgenomen in het tracébesluit van 2005. Om diverse redenen werden de bouwplaatsen pas op 7 maart 2012 aan de aannemer overgedragen. Op 19 juli 2012 werd begonnen met wegomleggingen in verband met de bouw van het station. In 2014 werd, in de hoop het traject tussen Stazione Forlanini en Linate Aeroporto voor de Expo 2015 te kunnen openen, voorgesteld om het station te schrappen. In december 2014 liet de gemeente de opening voor de wereldtentoonstelling vallen en stelde vervangende busdienst in. Zonder de druk van de wereldtentoonstelling bleef het station gehandhaafd. In 2018 waren de tunnels voor de metro gereed en kon de afwerking van het station beginnen. Hoewel het station op 31 mei 2021 bedrijfsklaar was werd de opening onder het kopje Covid 19 voor onbepaalde tijd uitgesteld. Op 29 juli 2021 werd bekend dat het station pas eind 2022 zou worden geopend in verband met een gebrek aan reizigers. Uiteindelijk werd het station geopend op 26 november 2022.  

## Ligging en inrichting
Het station ligt aan de Viale Forlanini aan de noordrand van de gelijknamige wijk die door het station wordt bediend. In 2020 kreeg het station de naam Repetti, een verwijzing naar de Via Alessandro Repetti  vlak ten westen van het station. Hierdoor heeft het metrostation dezelfde naam als de tramhalte aldaar. De toegangen bevinden zich aan weerszijden van de Via Enrico Forlanini en beschikken elk over een lift, een vaste trap en een roltrap als verbinding tussen de straat en de ondergrondse verdeelhal. In de verdeelhal zijn kaartautomaten en achter de toegangspoortjes kan het eilandperron bereikt worden met 2 paar roltrappen, een vaste trap en een lift. Het perron zelf is van perronschermen met perrondeuren voorzien in verband met de inzet van automatische metro's.